# Pelle Linders
Pelle Linders (født 21. september 1975 i Onsala i Sverige) er en svensk håndboldspiller. Han vandt DM-guld med klubben i 2008. Han har tidligere spillet for den tyske Bundesliga-klub THW Kiel, som han vandt Champions League med, og i Danmark spillede han for Kolding IF og F.C. København Håndbold. Linders spiller nu i hjemlandet.
Linders har spillet 65 landskampe for det svenske landshold.